# Heidi Ewing

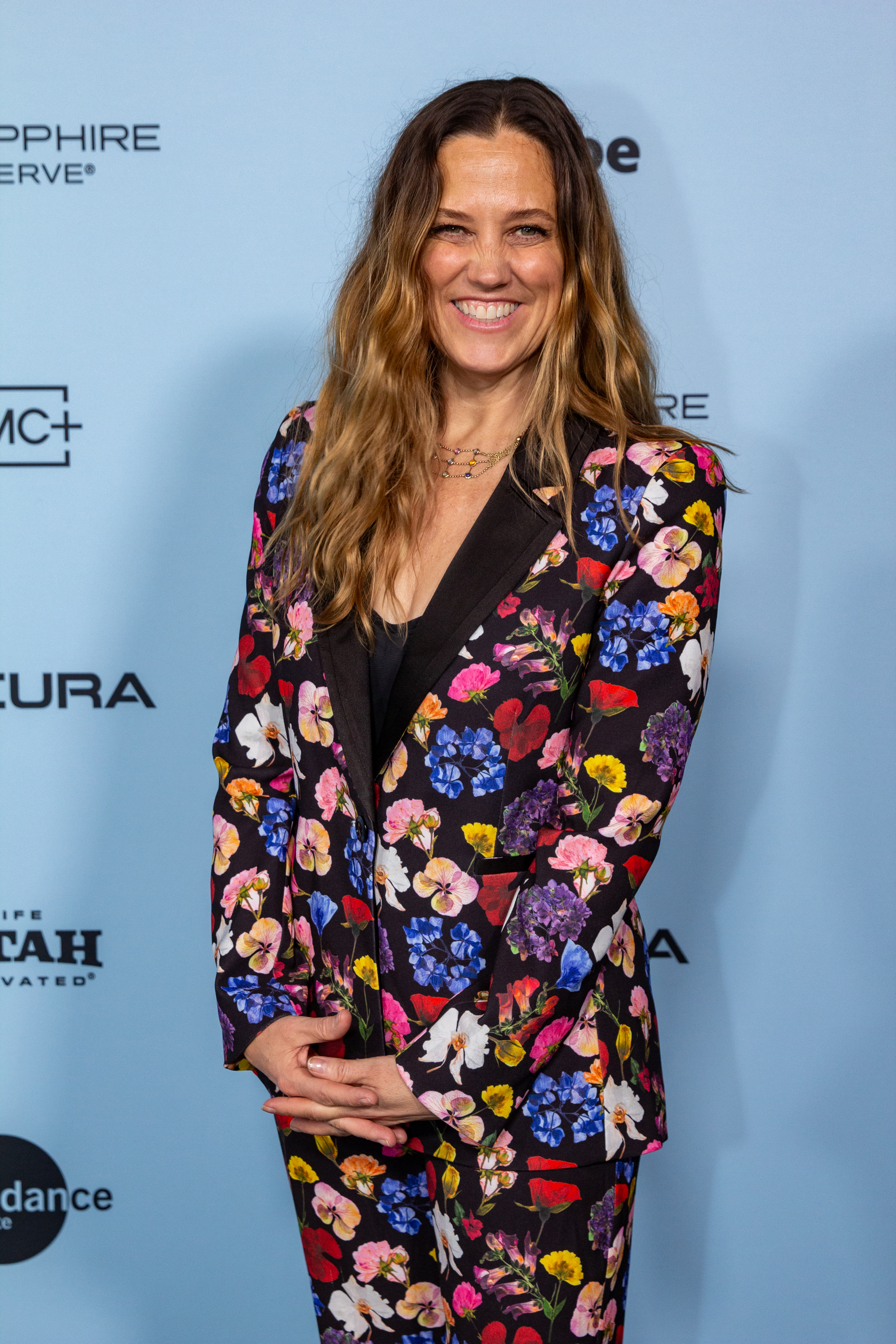
Heidi Ewing (2025)

Heidi Ewing ist eine US-amerikanische Produzentin und Film- und Fernsehregisseurin von Dokumentarfilmen.

## Leben
Heidi Ewing stammt aus Detroit.

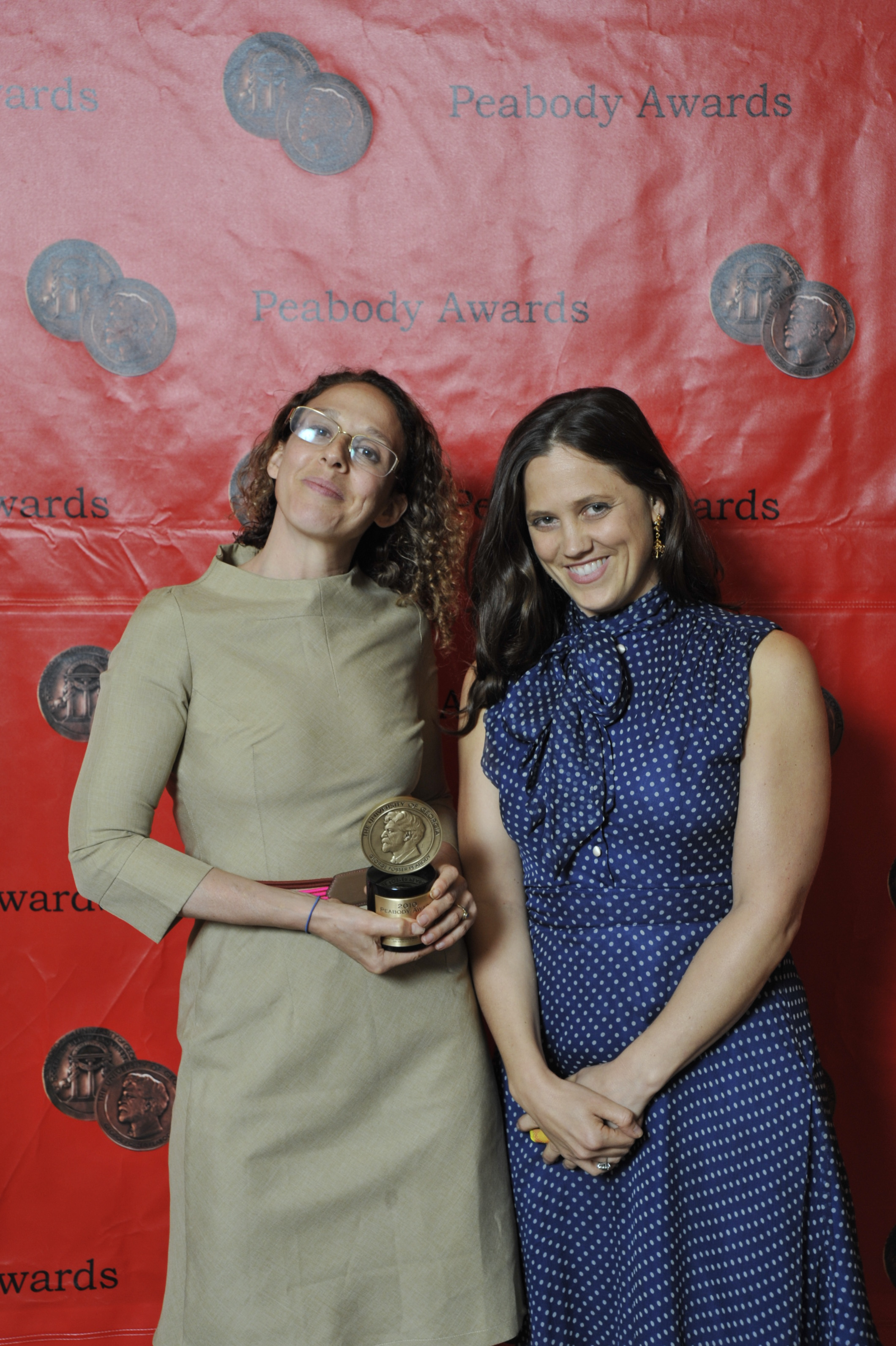
Rachel Grady und Heidi Ewing (rechts) 2011 während der Peabody-Zeremonie.

1997 lernte Heidi Ewing Rachel Grady bei einem Dokumentarprojekt über Scientology kennen. Die beiden Frauen entschlossen sich, zusammen eine Filmproduktion in New York City zu betreiben. Sie gründeten Loki Films, benannt nach der Tochter einer Freundin (und nicht nach dem nordischen Gott Loki). Sie entscheiden gemeinsam über die Stoffe für ihre Dokumentationen. Zusammen produzierten die Partnerinnen zahlreiche Dokumentationen für das Fernsehen, aber auch Dokumentarfilme für das Kino.
Bei der Oscarverleihung 2007 war Heidi Ewing zusammen mit ihrer Geschäftspartnerin Grady für ihre Arbeit an den Dokumentarfilm Jesus Camp für den Oscar für den besten Dokumentarfilm nominiert. Sie mussten sich aber dem Film Eine unbequeme Wahrheit geschlagen geben. 2007 wurden sie und Rachel Grady auch für den Emmy Award für die auf PBS ausgestrahlte Dokumentarsendung The Boys of Baraka in der Kategorie Outstanding International Programming – Long Form nominiert.
Für die bei HBO ausgestrahlte Dokumentation 12th & Delaware erhielten Gady und Ewing 2010 einen Peabody Award. 2015 erfolgte eine erneute Emmy-Nominierung für die Fernsehdokumentation Women Who Make America in der Kategorie Outstanding Historical Programming. Mit I Carry You With Me stellte Ewing im Januar 2020 beim Sundance Film Festival ihren ersten Spielfilm vor.